# Skarga kasacyjna (polskie postępowanie cywilne)
Skarga kasacyjna – w prawie polskim nadzwyczajny środek zaskarżenia w procesie cywilnym przysługujący od prawomocnego wyroku lub postanowienia w przedmiocie odrzucenia pozwu albo umorzenia postępowania, kończącego postępowanie w sprawie, wydanego przez sąd drugiej instancji.

## Historia
Skarga kasacyjna istniała jako środek zaskarżenia od wyroków II instancji w kodeksie postępowania cywilnego z 1930 roku, w przepisach art. 431–448, w rozdziale zatytułowanym „kasacja”. Sąd Najwyższy w razie uwzględnienia skargi uchylał wyrok zaskarżony w całości lub w części i odsyłał sprawę do ponownego rozpoznania sądowi, który wydał wyrok.
Kolejny kodeks postępowania cywilnego z 1964 roku początkowo nie przewidywał analogicznego środka. Dopiero ustawa z 1 marca 1996 roku zmieniająca kodeks wprowadziła środek odwoławczy nazwany kasacją, będący w istocie połączeniem kasacji i rewizji – Sąd Najwyższy mógł nie tylko uchylić (skasować) zaskarżone orzeczenie, lecz także je zmienić. Był to środek odwoławczy od orzeczeń wydanych przez sąd II instancji, charakterystyczny dla systemu opartego na sądach trzech instancji, jednak o cechach nadzwyczajnego środka zaskarżenia z uwagi na możliwość odmowy jej merytorycznego rozpoznania. Normowały ją przepisy art. 392 do 39320 kpc. Ustawą z dnia 22 grudnia 2004 roku przepisy dotyczące kasacji zostały uchylone i ponownie wprowadzono instytucję skargi kasacyjnej. 

## Skarga kasacyjna obecnie

### Dopuszczalność
Skarga kasacyjna jest niedopuszczalna w sprawach o prawa majątkowe, w których wartość przedmiotu zaskarżenia jest niższa niż pięćdziesiąt tysięcy złotych, a w sprawach z zakresu prawa pracy i ubezpieczeń społecznych – niższa niż dziesięć tysięcy złotych. Jednakże w sprawach z zakresu ubezpieczeń społecznych skarga kasacyjna przysługuje niezależnie od wartości przedmiotu zaskarżenia w sprawach o przyznanie i o wstrzymanie emerytury lub renty oraz o objęcie obowiązkiem ubezpieczenia społecznego.
Skarga kasacyjna jest także niedopuszczalna w sprawach:
1. o rozwód, o separację, o alimenty, o czynsz najmu lub dzierżawy oraz o naruszenie posiadania,
2. dotyczących kar porządkowych, świadectwa pracy i roszczeń z tym związanych oraz o deputaty lub ich ekwiwalent,
3. rozpoznanych w postępowaniu uproszczonym
4. w których powództwo oddalano na podstawie art. 1911 k.p.c., chyba że sąd drugiej instancji wydał wyrok o uchyleniu wyroku wydanego na podstawie tego przepisu i przekazania sprawy sądowi pierwszej instancji do ponownego rozpoznania, a następnie sprawa została rozpoznana na zasadach ogólnych albo skargi kasacyjnej nie wniósł powód[6].

Niedopuszczalna jest również skarga kasacyjna od wyroku ustalającego nieistnienie małżeństwa lub orzekającego unieważnienie małżeństwa, jeżeli choćby jedna ze stron po uprawomocnieniu się wyroku zawarła związek małżeński.
W postępowaniu nieprocesowym można wnieść skargę kasacyjną m.in. w sprawach z zakresu prawa osobowego, rzeczowego i spadkowego, a także w sprawach o przysposobienie i podział majątku współnego, o ile wartość przedmiotu zaskarżenia wynosi przynajmniej 150 000 złotych. Nie można złożyć skargi m.in. w sprawach o przepadek rzeczy czy likwidację niepodjętego depozytu. Od 2018 r. skarga kasacyjna jest dopuszczalna w sprawach o wydanie dziecka na podstawie Konwencji haskiej dotyczącej cywilnych aspektów uprowadzenia dziecka za granicę.
Skargę kasacyjną rozpoznaje Sąd Najwyższy, a wnosi się ją za pośrednictwem sądu, który wydał zaskarżone orzeczenie.
Skargę może wnieść również od 2017 roku Rzecznik Małych i Średnich Przedsiębiorców.

### Podmioty uprawnione do wniesienia skargi kasacyjnej
- strona w sprawie działając poprzez pełnomocnika będącego adwokatem lub radcą prawnym
- Prokurator Generalny (którym jest minister sprawiedliwości)
- Rzecznik Praw Obywatelskich
- Prezes Urzędu Zamówień Publicznych od wyroku sądu zapadłego w wyniku wniesienia skargi na orzeczenie Krajowej Izby Odwoławczej
- Rzecznik Praw Dziecka
- Rzecznik Małych i Średnich Przedsiębiorców (od 2017 roku)

### Wymogi formalne skargi kasacyjnej
Skarga kasacyjna powinna zawierać tzw. cechy istotne lub kreatywne (art. 3984 § 1 k.p.c.):
- oznaczenie zaskarżonego orzeczenia ze wskazaniem zakresu zaskarżenia,
- przytoczenie podstaw skargi kasacyjnej i ich uzasadnienie,
- wniosek o uchylenie lub zmianę orzeczenia z oznaczeniem zakresu uchylenia lub zmiany[2].

Jeśli skarga kasacyjna nie spełnia powyższych wymagań, sąd drugiej instancji, który nadaje bieg skardze kasacyjnej, przewodniczący w sądzie drugiej instancji wzywa skarżącego do usunięcia braków w terminie tygodniowym pod rygorem odrzucenia skargi. Jeśli braki te nie zostaną uzupełnione lub skarga została wniesiona po terminie lub niespełniającą ww. wymagań, sąd drugiej instancji odrzuca na posiedzeniu niejawnym i zawiadamia właściwy organ samorządu zawodowego, do którego należy pełnomocnik.
Zgodnie bowiem z art. 871 § 1 k.p.c. w postępowaniu przed Sądem Najwyższym obowiązuje zastępstwo stron przez adwokatów lub radców prawnych. Zastępstwo to dotyczy także czynności procesowych związanych z postępowaniem przed Sądem Najwyższym, podejmowanych przed sądem niższej instancji.
Stronę działającą w postępowaniu w II instancji bez adwokata lub radcy prawnego sąd ma obowiązek pouczyć o treści przepisów o obowiązkowym zastępstwie i o skutkach niezastosowania się przez stronę do tych przepisów. Skarga kasacyjna wniesiona samodzielnie przez stronę, bądź w jej imieniu przez pełnomocnika niebędącego adwokatem lub radcą prawnym zostanie zwrócona bez wezwania do usunięcia braków (art. 130 § 5 k.p.c.).
Skarga kasacyjna, oprócz ww. cech kreatywnych, powinna zawierać wniosek o przyjęcie skargi kasacyjnej do rozpoznania i jego uzasadnienie (art. 3984 § 2 k.p.c.), spełniać wymagania pisma procesowego, a w sprawach o prawa majątkowe wskazywać wartości przedmiotu zaskarżenia (art. 3984 § 3 zd. 1 k.p.c.). Ponadto do skargi, niezależnie od odpisów dla pozostałych stron postępowania, należy dołączyć dwa jej odpisy przeznaczone do akt Sądu Najwyższego oraz dla Prokuratora Generalnego, chyba że on sam wniósł skargę (art. 3984 § 3 zd. 2 k.p.c.).
Sąd drugiej instancji sprawdza również czy został zachowany termin do wniesienia skargi kasacyjnej oraz jej dopuszczalność. Skarga kasacyjna przysługuje tylko wtedy, gdy przed upływem tygodnia od ogłoszenia sentencji orzeczenia, strona zażądała jego doręczenia wraz z uzasadnieniem. Termin do wniesienia skargi kasacyjnej przez stronę wynosi dwa miesiące liczone od dnia doręczenia orzeczenia z uzasadnieniem stronie skarżącej. Przed doręczeniem wyroku z uzasadnieniem bieg terminu do wniesienia skargi nie rozpoczyna się. Termin do wniesienia skargi kasacyjnej przez Prokuratora Generalnego, Rzecznika Praw Obywatelskich i Rzecznika Praw Dziecka wynosi sześć miesięcy od dnia uprawomocnienia się orzeczenia, a jeżeli strona zażądała doręczenia orzeczenia z uzasadnieniem – od chwili doręczenia orzeczenia stronie.
Terminy ten zgodnie z art. 112 k.c. kończy się z upływem dnia, który nazwą lub datą odpowiada początkowemu dniowi terminu, a gdyby takiego dnia w ostatnim miesiącu nie było – w ostatnim dniu tego miesiąca (tj. jeśli wyrok z uzasadnieniem doręczony został stronie dnia 13 marca 2010 r., skargę kasacyjną należy wnieść najpóźniej dnia 13 maja 2010 r.).

### Przedsąd
Jeżeli badanie skargi kasacyjnej pod względem formalnym przed sądem drugiej instancji wypadnie pomyślnie, to sąd ten przesyła akta sprawy do Sądu Najwyższego.
Sąd Najwyższy w składzie jednego sędziego, na posiedzeniu niejawnym (przedsąd) w pierwszej kolejności kontynuuje badanie skargi pod względem formalnym, a mianowicie  sprawdza, czy spełniony został warunek polegający na zamieszczeniu w skardze prawidłowo sformułowanego wniosku o przyjęcie skargi kasacyjnej do rozpoznania przez Sąd Najwyższy, a następnie dokonuje oceny, czy taki wniosek zawiera należyte uzasadnienie.
Jeżeli nie, to Sąd postanowieniem odrzuca skargę z powodu braku niezbędnego elementu konstrukcyjnego skargi.
Jeżeli tak, to w przedsądzie skarga zostaje poddana dalszemu badaniu, tym razem merytorycznemu, decydującemu o przyjęciu bądź o odmowie przyjęcia skargi kasacyjnej do rozpoznania. Sąd Najwyższy postanowieniem przyjmuje skargę kasacyjną do rozpoznania, jeżeli:
- w sprawie występuje istotne zagadnienie prawne,
- istnieje potrzeba wykładni przepisów prawnych budzących poważne wątpliwości lub wywołujących rozbieżności w orzecznictwie sądów,
- zachodzi nieważność postępowania,
- skarga kasacyjna jest oczywiście uzasadniona[2].

Postanowienie o odmowie przyjęcia skargi wymaga uzasadnienia (od dnia 16 czerwca 2007 r.) w związku z wyrokiem Trybunału Konstytucyjnego z dnia 30 maja 2007 r. (sygn. akt SK 68/06).
Nie podlegają zaskarżeniu postanowienia wydane w przedsądzie: o odrzuceniu skargi kasacyjnej oraz o odmowie jej przyjęcia do rozpoznania, a także o przyjęciu skargi do rozpoznania. Postanowienie o przyjęciu do rozpoznania jest wiążące dla składu orzekającego Sądu Najwyższego, który nie może zmienić postanowienia sędziego i odmówić przyjęcia skargi do rozpoznania. Sąd Najwyższy natomiast powinien odrzucić skargę kasacyjną, jeżeli podlegała ona odrzuceniu, a nie została odrzucona.

### Właściwe postępowanie rozpoznawcze
Po wydaniu postanowienia o przyjęciu skargi kasacyjnej do rozpoznania następuje kolejny etap (trzeci), w którym Sąd Najwyższy rozpoznaje ją w składzie trzech sędziów. Sąd Najwyższy jest związany granicami zaskarżenia oraz podstaw skargi (podstawami kasacyjnymi są: naruszenie prawa materialnego przez jego błędną wykładnię lub niewłaściwe zastosowanie oraz naruszenie przepisów postępowania, gdy to uchybienie mogło mieć istotny wpływ na wynik sprawy). Sąd bierze jednak z urzędu pod uwagę nieważność postępowania. Jest ponadto związany ustaleniami faktycznymi poczynionymi w poprzednich instancjach. Przed sądem kasacyjnym nie jest dopuszczalne powoływanie nowych faktów i dowodów. Sąd Najwyższy rozpoznaje skargę kasacyjną w składzie trzech sędziów na posiedzeniu niejawnym. Rozprawa przeprowadzana jest tylko wtedy, gdy w sprawie występuje istotne zagadnienie prawne, a skarżący złożył w skardze wniosek o jej rozpoznanie na rozprawie. Sąd Najwyższy może także rozpoznać skargę kasacyjną na rozprawie, jeżeli przemawiają za tym inne względy.
Po rozpoznaniu skargi kasacyjnej Sąd Najwyższy – w zależności od oceny jej zasadności, może:
- oddalić skargę kasacyjną, jeżeli nie ma uzasadnionych podstaw albo jeżeli zaskarżone orzeczenie mimo błędnego uzasadnienia odpowiada prawu
- uchylić zaskarżone orzeczenie w całości lub w części i przekazać sprawę do ponownego rozpoznania sądowi, który wydał orzeczenie, lub innemu sądowi równorzędnemu (Sąd może również uchylić w całości lub części orzeczenie sądu I instancji i przekazać sprawę do ponownego rozpoznania temuż sądowi lub sądowi równorzędnemu)
- jeżeli pozew ulegał odrzuceniu albo istniała podstawa do umorzenia postępowania, uchyla wydane w sprawie wyroki oraz odrzuca pozew lub umarza postępowanie[2].